# 66 (liczba)
66 (sześćdziesiąt sześć) – liczba naturalna następująca po 65 i poprzedzająca 67.

## 66 w nauce
- liczba atomowa dysprozu
- obiekt na niebie Messier 66
- galaktyka NGC 66
- planetoida (66) Maja

## 66 w kalendarzu
66. dniem w roku jest 7 marca (w latach przestępnych jest to 6 marca). Zobacz też co wydarzyło się w roku 66.